# 2 Brygada Kawalerii Narodowej (koronna)

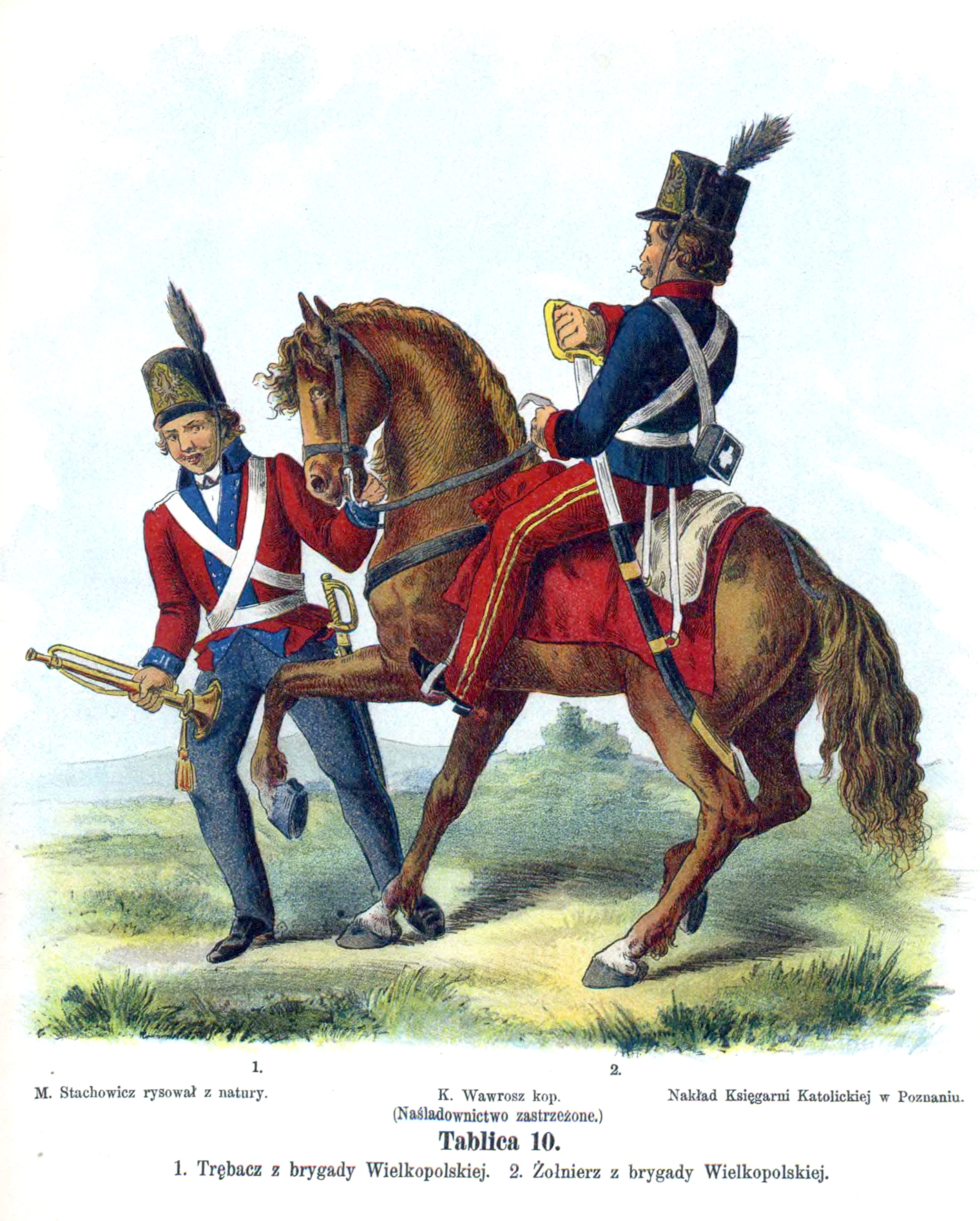
Trębacz i żołnierz Brygady Wielkopolskiej

2 Brygada Kawalerii Narodowej (2 Wielkopolska) – brygada jazdy koronnej Rzeczypospolitej Obojga Narodów.

## Formowanie i zmiany organizacyjne
Utworzona 30 listopada 1789 z 1 Wielkopolskiej Brygady Kawalerii Narodowej brygadiera Pawła Biernackiego, a jej chorągwiom nadano numery od 13 do 24. Cały czas formalnie należała do Dywizji Wielkopolskiej. Proces rozbudowy i translokacji poszczególnych chorągwi trwał wiele następnych miesięcy. W czerwcu 1790 liczyła 1791 „głów”.
2 Wielkopolską Brygadą KN pisarz polny koronny Kazimierz Rzewuski w raporcie z 9 VIII 1791 podsumował następująco:

Wszelkie błędy i niedokładności, które zastaie w Brygadzie 2-giej Dyw. Wielkopol. najwięcej pochodzą z opieszałości Sztabu y nieprzytomności IchMci Sztab Officerów ztąd przyczyna Opieszałości i niedokładności Służby, nieładu i nieporządku gospodarstwa y Kassi, przestępstw y wykroczeń Podkomendnych. Panowie Majorowie ustannie za urlopami, które podług Woli przeciągają. Świadkiem IP Major Zaborowski, który nieprzytomny niemeldował się gdzie się znajduje y za czyim Urlaupem, nie wiedzieć nawet, kiedy go się spodziewać można. Przytomni zaś nie dokładnie zatrudniają się swymi Dywizyami.

Wiosną 1792 roku, w przededniu wojny z Rosją uzyskała swój najwyższy rozwój organizacyjny i liczyła etatowo 1818 ludzi, a faktycznie 1754.  W marcu 1792 stacjonowała w Warcie.
Brygada w 1792 liczyła 1748 „głów” i 1748 koni. W 1794 roku w marcu liczyła 1254 „głów” i 1181 koni, w maju 1309 „głów” i 1181 koni a we wrześniu 1147 „głów” i 977 koni.
W okresie powstania kościuszkowskiego posiadała na uzbrojeniu 626 karabinów, 1038 pistoletów, 1226 szabel i 678 pik.

## Stanowiska
- Warta, Kozienice (1792),
- Kościan, Przedbórz (1793),
- Chęciny, Włodzimierz (listopad 1794),
- Kowel[1].

## Walki brygady
Brygada brała udział w walkach w czasie wojny w obronie Konstytucji 3 maja m.in. w potyczce pod Dubnikami (5 szwadronów) i bitwie pod Dubienką. Walczyła też w insurekcji kościuszkowskiej.
Bitwy i potyczki:
- pod Zieleńcami (17 czerwca 1792),
- Dubniki (8 lipca 1792)
- pod Dubienką (18 lipca 1792)
- pod Szczekocinami (6 czerwca 1794)
- obrona Warszawy, Zbaraż
- pod Racławicami (17/18 sierpnia 1794)

## Żołnierze brygady
Do jesieni 1789 roku sztab brygad składały się z brygadiera, vicebrygadiera, kwatermistrza, audytora i adiutanta. Nowo uchwalony etat poszerzał sztab brygady o trzech majorów i adiutanta. Zgodnie z prawem ustanowionym 9 października 1789 roku brygadier, vicebrygadier i major  mieli być wybierani przez króla spośród przedstawionych mu przez Komisję Wojskową w połowie osób zgodnie ze starszeństwem i zdatnością ze służby czynnej i w połowie spośród rotmistrzów z kawalerii narodowej i rodaków wracających ze służby zagranicznej. Pozostałych oficerów sztabu fortragował brygadier.
Komendanci:
- Paweł Biernacki (od 14 października 1789)[1].